# Душан Вемић
Душан Вемић (рођен 17. јуна 1976. у Задру) је бивши српски тенисер, специјалиста за дубл. Након повлачења 2011. године, ради са Новаком Ђоковићем као спаринг партнер. Од маја 2025. године је поред Бориса Бошњаковића један од тренера Новака Ђоковића.

## Професионална каријера
Вемић је своју професионалну тениску каријеру започео 1995. Највиши пласман у синглу је 146. место (25. фебруар 2008), а у дублу 31. место (12. јануар 2009). Током своје каријере зарадио је 821.902 $.
Вемић је 2007. годину почео на 386. месту, 170 позиција ниже него на почетку 2006. У 2007. години је имао успеха на тениским турнирима свих нивоа - од фјучерса, преко челенџера до АТП турнира. Два полуфинала и једно финале на фјучерс турнирима, квалификације на 3 АТП турнира и квалификације на челенџер највишег нивоа га враћају у првих 300 тенисера на свету средином априла. Након тога је дошао до полуфинала челенџера на Бермудима у априлу и квалификовао се у главни жреб Отвореног првенства Француске у мају, где је у четири сета изгубио од Јанка Типсаревића. У августу исте године је дошао до полуфинала и финала на два челенџера, после чега се вратио у првих 200 први пут после 2004. године.
Током 2008. Вемић се такмичио у Ворлд Тим Тенис (енгл. World TeamTennis) лиги са екипом Канзас Сити Експлорерса. Освојио је и пет челенџер турнира у конкуренцији дублова, a највећи успеси те године били су полуфинале Ролан Гароса и четвртфинале Отвореног првенства САД у пару са Бруном Соаресом. Са Флавијом Пенетом се пласирао и у четвртфинале Отвореног првенства САД у конкуренцији микс дублова.
Током 2009. често је мењао партнере у дублу. Играо је са Новаком Ђоковићем, Ивом Карловићем, Џејмијем Маријем, Мишом Зверевим, Томашом Бердихом. Најбољи резултати те године била су четвртфинала АТП турнира 250 серије, али и четвртфинале Мастерса у Мадриду са Новаком Ђоковићем.
2010. годину је обележио пласман у полуфинале Отвореног првенства Аустралије са Ивом Карловићем где су поражени од Ненада Зимоњића и Данијела Нестора резултатом 6:4, 6:4. Међу значајнијим резултатима су: четвртфинала Индијан Велса и Србија опена, полуфинале у Ници.
Током своје професионалне каријере Вемић је, у неколико наврата, био члан Дејвис куп репрезентације Србије. Дебитовао је 1996. а однос победа и пораза је 20:9.
Од новембра 2020. године, постављен је за селектора женске тениске репрезентације Србије.

## Приватни живот
Вемић се у јулу 2018. венчао са глумицом и моделом Јеленом Живановић, која је у Америци позната под уметничким именом Илена Волф (енгл. Elena V. Wolfe).

## АТП финала

### Парови: 2 (0:2)
| Легенда                        |
| ------------------------------ |
| Гренд слем турнири (0:0)       |
| Завршно првенство сезоне (0:0) |
| АТП мастерс 1000 (0:0)         |
| АТП 500 (0:0)                  |
| АТП 250 (0:2)                  |

| Финала по подлози |
| ----------------- |
| Тврда (0:1)       |
| Шљака (0:1)       |
| Трава (0:0)       |

| Финала по локацији |
| ------------------ |
| Отворено (0:2)     |
| Дворана (0:0)      |

| Исход     | Бр. | Датум            | Турнир           | Подлога | Партнер         | Противници                | Резултат                |
| --------- | --- | ---------------- | ---------------- | ------- | --------------- | ------------------------- | ----------------------- |
| Финалиста | 1.  | 1. август 1999.  | Кицбил, Аустрија | Шљака   | Алекс Калатрава | Крис Хагард Питер Ниборг  | 3:6, 7:6(7:4), 6:7(4:7) |
| Финалиста | 2.  | 11. август 2008. | Лос Анђелес, САД | Тврда   | Травис Парот    | Рохан Бопана Ерик Буторак | 6:7(5:7), 6:7(5:7)      |

## Финала АТП челенџера и ИТФ фјучерса

### Појединачно: 12 (3:9)
| Легенда         |
| --------------- |
| Челенџери (1:5) |
| Фјучерси (2:4)  |

| Финала по подлози |
| ----------------- |
| Тврда (1:6)       |
| Шљака (2:2)       |
| Трава (0:1)       |
| Тепих (0:0)       |

| Финала по локацији |
| ------------------ |
| Отворено (3:9)     |
| Дворана (0:0)      |

| Исход     | Бр. | Датум               | Турнир                   | Подлога | Противник          | Резултат                |
| --------- | --- | ------------------- | ------------------------ | ------- | ------------------ | ----------------------- |
| Победник  | 1.  | 28. септембар 1997. | Скопље, Македонија       | Шљака   | Клеменс Тримел     | 6:3, 6:7, 6:3           |
| Финалиста | 1.  | 2. март 2003.       | Харлинџен, САД, F5       | Тврда   | Хантли Монтгомери  | 4:6, 7:6(7:4), 5:7      |
| Победник  | 2.  | 25. мај 2003.       | Тампа, САД, F12          | Шљака   | Франсиско Родригез | 6:1, 6:4                |
| Победник  | 3.  | 19. октобар 2003.   | Лабок, САД, F28          | Тврда   | Бруно Соарес       | 6:7(5:7), 7:6(7:3), 6:3 |
| Финалиста | 2.  | 26. октобар 2003.   | Арлингтон, САД, F29      | Тврда   | Хуан-Пабло Гузман  | 3:6, 5:7                |
| Финалиста | 3.  | 12. јун 2004.       | Форест Хилс, САД         | Трава   | Џастин Гимелстоб   | 6:7(7:9), 2:6           |
| Финалиста | 4.  | 14. мај 2005.       | Форест Хилс, САД         | Шљака   | Џејмс Блејк        | 3:6, 4:6                |
| Финалиста | 5.  | 21. јануар 2007.    | Норт Мајами Бич, САД, F2 | Тврда   | Бруно Ечагарај     | 2:6, 7:6(7:5), 5:7      |
| Финалиста | 6.  | 12. август 2007.    | Бингамтон, САД           | Тврда   | Томас Јохансон     | 4:6, 6:7(7:9)           |
| Финалиста | 7.  | 23. септембар 2007. | Лабок, САД               | Тврда   | Роберт Смитс       | 3:6, 6:7(7:9)           |
| Финалиста | 8.  | 13. јануар 2008.    | Весли Чапел, САД, F1     | Тврда   | Сомдев Деварман    | 6:4, 4:6, 4:6           |
| Финалиста | 9.  | 4. мај 2008.        | Тунис, Тунис             | Шљака   | Томаз Белучи       | 2:6, 4:6                |

## Учинак на турнирима у појединачној конкуренцији
| Легенда | Легенда                                    | Легенда | Легенда                          |
| ------- | ------------------------------------------ | ------- | -------------------------------- |
| О/И     | однос освајања турнира и играња на турниру | Поб–пор | однос побједа и пораза           |
| НО      | турнир није одржан те године               | Н       | није учествовао на турниру       |
| КВ      | изгубио у квалификацијама                  | 1К      | изгубио у првом колу             |
| 2К      | изгубио у другом колу                      | 3К      | изгубио у трећем колу            |
| 4К      | изгубио у четвртом колу                    | ГФ      | изгубио у групној фази такмичења |
| ЧФ      | изгубио у четвртфиналу                     | ПФ      | изгубио у полуфиналу             |
| Ф       | изгубио у финалу                           | П       | освојио турнир                   |

| Година                  | 1996. | 1997. | 1998. | 1999. | 2000. | 2001. | 2002. | 2003. | 2004. | 2005. | 2006. | 2007. | 2008. | 2009. | 2010. | 2011. | О/И       | Поб:пор   | %         |
| ----------------------- | ----- | ----- | ----- | ----- | ----- | ----- | ----- | ----- | ----- | ----- | ----- | ----- | ----- | ----- | ----- | ----- | --------- | --------- | --------- |
| ОП Аустралије           | Н     | Н     | КВ1   | Н     | КВ3   | Н     | Н     | Н     | Н     | Н     | Н     | Н     | Н     | КВ1   | Н     | Н     | 0 / 0     | 0:0       | 0%        |
| Ролан Гарос             | Н     | Н     | КВ1   | Н     | Н     | Н     | Н     | Н     | КВ1   | КВ1   | КВ1   | 1К    | КВ2   | Н     | Н     | Н     | 0 / 1     | 0:1       | 0%        |
| Вимблдон                | Н     | Н     | КВ1   | Н     | КВ2   | Н     | Н     | Н     | КВ1   | КВ1   | КВ2   | КВ2   | КВ1   | Н     | Н     | Н     | 0 / 0     | 0:0       | 0%        |
| ОП САД                  | Н     | Н     | Н     | Н     | КВ1   | Н     | Н     | КВ1   | КВ1   | КВ1   | Н     | КВ2   | КВ1   | Н     | Н     | Н     | 0 / 0     | 0:0       | 0%        |
| Поб:пор на г. с.        | 0:0   | 0:0   | 0:0   | 0:0   | 0:0   | 0:0   | 0:0   | 0:0   | 0:0   | 0:0   | 0:0   | 0:1   | 0:0   | 0:0   | 0:0   | 0:0   | 0 / 1     | 0:1       | 0%        |
| Репрезентација          |       |       |       |       |       |       |       |       |       |       |       |       |       |       |       |       |           |           |           |
| Дејвис куп              | Г2    | Г2    | Г2    | Г2    | Г3    | Г2    | Г2    | Г2    | Г2    | Г1    | Н     | Н     | Н     | Н     | Н     | Н     | 0 / 0     | 11:4      | 73%       |
| Поб:пор                 | 1:0   | 0:0   | 2:2   | 2:0   | 3:0   | 0:2   | 1:0   | 1:0   | 1:0   | 0:0   | 0:0   | 0:0   | 0:0   | 0:0   | 0:0   | 0:0   | 0 / 0     | 11:4      | 73%       |
| АТП Мастерс 1000 серија |       |       |       |       |       |       |       |       |       |       |       |       |       |       |       |       |           |           |           |
| Индијан Велс            | Н     | Н     | Н     | Н     | Н     | Н     | Н     | Н     | КВ1   | Н     | Н     | КВ2   | 1К    | КВ1   | Н     | КВ1   | 0 / 1     | 0:1       | 0%        |
| Мајами                  | Н     | Н     | Н     | Н     | Н     | Н     | Н     | Н     | Н     | Н     | Н     | Н     | КВ2   | Н     | Н     | Н     | 0 / 0     | 0:0       | 0%        |
| Монте Карло             | Н     | Н     | КВ2   | Н     | Н     | Н     | Н     | Н     | Н     | Н     | Н     | Н     | Н     | Н     | Н     | Н     | 0 / 0     | 0:0       | 0%        |
| Мадрид                  | НО    | НО    | НО    | НО    | НО    | НО    | Н     | Н     | Н     | Н     | Н     | Н     | Н     | КВ2   | Н     | Н     | 0 / 0     | 0:0       | 0%        |
| Рим                     | Н     | Н     | 1К    | Н     | Н     | Н     | Н     | Н     | Н     | Н     | Н     | Н     | Н     | Н     | Н     | Н     | 0 / 1     | 0:1       | 0%        |
| Поб:пор на м. т.        | 0:0   | 0:0   | 0:1   | 0:0   | 0:0   | 0:0   | 0:0   | 0:0   | 0:0   | 0:0   | 0:0   | 0:0   | 0:1   | 0:0   | 0:0   | 0:0   | 0 / 2     | 0:2       | 0%        |
| Пласман на крају године | 516   | 224   | 268   | 288   | 480   | 458   | 391   | 237   | 251   | 246   | 386   | 153   | 238   | 828   | –     | 1510  | 821.902 $ | 821.902 $ | 821.902 $ |

## Награде
1995
- Најбољи тенисер Југославије

1997
- Најбољи тенисер Југославије